# Ewa Lewicka-Łęgowska
Ewa Lewicka-Łęgowska (ur. 22 sierpnia 1952 w Poznaniu, zm. 29 lipca 2008) – polska polityk, posłanka na Sejm II kadencji.

## Życiorys
Córka Czesława. Posiadała wykształcenie średnie ogólne, ukończyła liceum ogólnokształcące w Poznaniu w 1971. Była zatrudniona jako pracownik administracyjny. Działała w Socjaldemokracji Rzeczypospolitej Polskiej. W wyborach parlamentarnych w 1993 uzyskała mandat posła na Sejm II kadencji z ramienia Sojuszu Lewicy Demokratycznej z okręgu poznańskiego. Zasiadała m.in. w Komisji Polityki Społecznej oraz Komisji Transportu, Łączności, Handlu i Usług. W kolejnych wyborach nie ubiegała się o reelekcję, rezygnując z aktywności politycznej.
W 1997 odznaczona Srebrnym Krzyżem Zasługi.
Pochowana na cmentarzu Miłostowo w Poznaniu.